# Церква святої Парасковії П'ятниці (Пилява)
Церква святої Парасковії П'ятниці в Пиляві — парафія і храм греко-католицької громади Бучацького деканату Бучацької єпархії Української греко-католицької церкви в селі Пилява Чортківського району Тернопільської области.

## Історія церкви
До 1946 року релігійна громада села Пилява належала до УГКЦ. Парафія знову повернулася в її лоно в 1994 році, а храм збудували в 1996-му.
13 листопада 1996 року владика Тернопільсько-Зборівський архієпископ Михаїл Сабрига освятив храм.
При парафії діють такі спільноти: Матері в молитві, братство Апостольство молитви та Марійська дружина.

## Парохи
- о. Шимкевич (1984—1899),
- о. Шарховський (1899—1908),
- о. Галай (1908—1912),
- о. А. Ткачук (1912—1929),
- о. І. Горецький (1929—1933),
- о. В. Франчук (1933—1937),
- о. Михайло Келиман (1937—1944),
- о. Ярослав Гель (1994—2006),
- о. Іван Гнилиця (з 9 червня 2006).